# Zinzenzell
Zinzenzell ist ein Kirchdorf in der niederbayrischen Gemeinde Wiesenfelden im Landkreis Straubing-Bogen.

## Geografie
Zinzenzell liegt im Falkensteiner Vorwald an der Staatsstraße 2147. Nächstgelegene Städte sind nördlich Roding (16 km) und Cham (22 km), südwestlich Wörth an der Donau (19 km) in der Oberpfalz sowie südlich Bogen (24 km) und Straubing (27 km) in Niederbayern. Die höchsten Erhebungen der Gemarkung Zinzenzell sind im Hochriedholz (719 m), im Hochholz (703 m) zwischen Kieselhaus und Beinstreich und der Kammerlsperg (701 m).
Die Wasserscheide von Donau und Regen läuft quer durch den Ort. Während die Miethnach nach Norden als Perlbach in den Regen mündet, fließt der Kriegbach im Unterlauf als Schönsteiner Bach nach Südosten über die Kinsach zur Donau. Die Kinsach selbst bildete von der Grenze zur Oberpfalz bis Ödling die östliche Gemeindegrenze zu Loitzendorf bzw. Gittensdorf.

## Geschichte
Der Ortsname von Zinzenzell (bairisch Zinznzej), wie auch der des nahen Zinzendorf, wird in der Literatur von Zinzo, einem der sieben Zeugen in der sogenannten „Opi-Schenkung“ an das Kloster Sankt Emmeram in Regensburg (noch unter Herzog Tassilo III., also kurz vor 788) abgeleitet.
Geographisch lässt sich durchaus eine mögliche Rodungslinie entlang der Mietnach (Perlbach) ziehen, die auf Zinzo zurückgehen könnte. Folgt man nämlich von Zinzenzell bzw. Mittnach aus dem Verlauf der Mietnach, so findet man zunächst östlich des Weilers Mietnach (nördlich der Burgruine Sengersberg) den heute gänzlich bewaldeten Zinzenberg, und kurz vor der Mündung des Perlbachs nördlich von Trasching in den Regen den Weiler Zinzenthal.
Zwischen 1115 und 1137 wurde Zinzenzell in den Annalen des Klosters Oberalteich erstmals urkundlich erwähnt, als der Ministeriale Getwin de Sinzencella als Zeuge auftrat. Zinzenzell war Dienstmannensitz der Regensburger Domvögte. Deren Burg soll auf dem Kammerlsperg gestanden haben, an dessen Südhang sich Zinzenzell erstreckt. Der Flurname Burgstock gleich Burgstall ist jedoch bislang der einzig verbleibende Hinweis hierauf. In herzoglicher und churfürstlicher Zeit war Zinzenzell Sitz einer Obmannschaft, und nach deren Auflösung von 1808 bis 1818 Sitz eines Steuerdistrikts als Vorstufe der heutigen Gemeinden. Die Obmannschaft Zinzenzell mit Pfleggericht in Mitterfels und Oberamt in Kriseszell gliederte ein: Beinstreich, Eben(hof), Eggersberg, Emmerszell, Geraszell, Zirnberg. Zum Steuerdistrikt Zinzenzell gehörten die Orte: Eben(hof), Edenhof, Engelbarzell, Geraszell, Haunsbach, Kagerhof, Kuchlhof, Rothenberg.
Die Gründung der Gemeinde erfolgte durch das Gemeindeedikt vom 18. Mai 1818. Bis zur Zwangsauflösung am 30. April 1978 im Rahmen der kommunalen Gebietsreform in Bayern war der Ort Gemeindesitz der gleichnamigen Gemeinde im jetzigen Landkreis Straubing-Bogen.

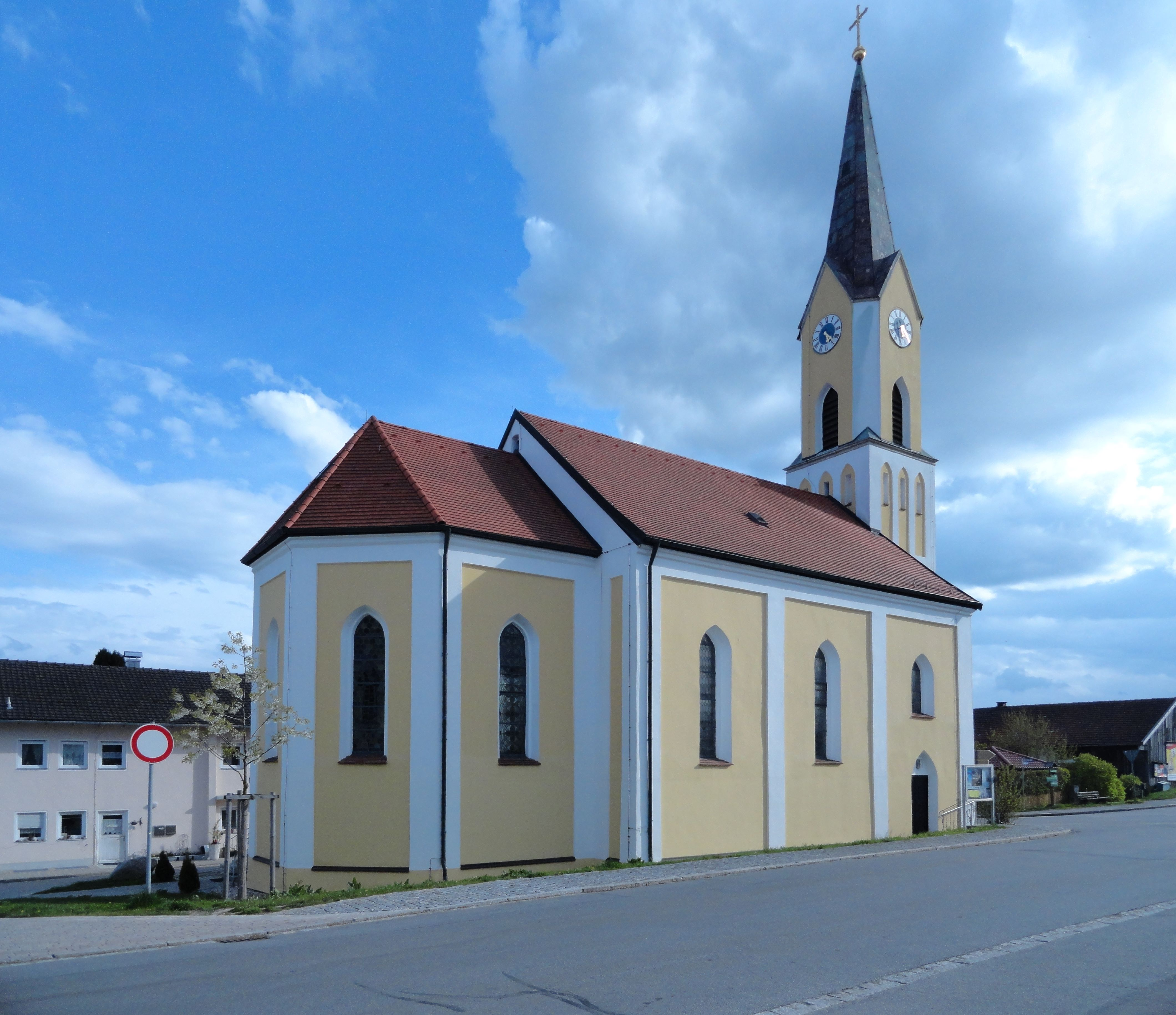
Kirche St. Michael der Expositur Zinzenzell

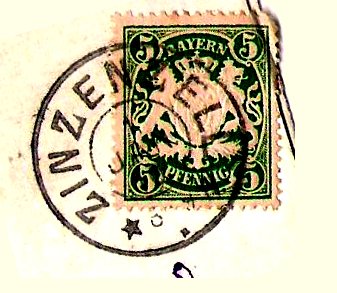
Früher Poststempel von Zinzenzell (1. Januar 1905)

Zinzenzell und seine umliegenden Orte wurden ursprünglich von der Kgl. Bayer. Postexpedition Stallwang aus betreut, bis um 1900 auch für Zinzenzell mit der Gründung einer Königlich Bayerischen Postagentur ihre rund 80 Jahre währende Geschichte begann. Eine eigene Postniederlassung bestand bis zur Auflösung der Poststelle I 8411 Zinzenzell Anfang 1980 (als Folge der Gebietsreform). Neben dem Zinzenzeller Gemeindegebiet wurde auch die Gemarkung Geraszell von Zinzenzell aus mitversorgt. Die Poststelle Zinzenzell war (wie bis 1980 auch die Poststelle Wiesenfelden) dem Postamt Falkenstein unterstellt.
Zum 1. Mai 1978 wurde mit 1230 Hektar ein Großteil der Fläche der Gemeinde Zinzenzell (damals 1437 Hektar mit 611 Einwohnern) in die Gemeinde Wiesenfelden eingegliedert, nachdem der Antrag der Gemeinde Zinzenzell auf Anschluss an die Verwaltungsgemeinschaft Stallwang seitens der Regierung von Niederbayern zurückgewiesen worden war. Ein kleinerer Teil (die sechs Ortsteile Altenhofen, Eggersberg, Haselmühle, Kuglmühl, Ödling und Schleißersgrub mit einer Fläche von 207 ha) kam nach Stallwang.

## Ehemalige Gemeinde Zinzenzell
In den amtlichen Ortsverzeichnissen wurden Hochödgarten, Kieselhof und Weiherödgarten bis einschließlich 1925 aufgeführt. Die rund 700 Meter östlich von Zinzenzell gelegene Wüstung Krieghaus wurde noch bis 1970 genannt.
Bis 1978 war Zinzenzell eine eigenständige Gemeinde mit folgenden Ortsteilen:
Altenhofen, Beinstreich, Bleichhaus, Bühlhaus, Ebenhof, Edenhof, Eggersberg, Elend, Emmerszell, Gellersdorf, Haselmühle, Haselstein, Hochried, Kager, Kagerhof, Kieselhaus, Kuglmühl, Mittnach, Ödling, Prommersberg, Schleißersgrub, Weiherhaus, Wullendorf, Zieger, Zinzenzell, Zirnberg.
Die Gemeinde Zinzenzell führte seit 1968 ein eigenes Wappen. Es wird gebildet aus dem Wappen des Geschlechts der Zinzenzeller (Schild gespalten in Silber und Rot sowie Stulphut aus der Helmzier) und der Freiherren von Magerl, aus deren Wappen die Mohnkapseln entnommen sind. Offiziell wird das Wappen heute nur noch (gem. Anlage 3 zu § 19 Abs. 2 S. 2 2.HS AVBayFwG) von der Freiwilligen Feuerwehr Zinzenzell getragen.

## Einwohnerentwicklung des Ortes Zinzenzell
| Jahr      | Jahr                | 1871 | 1885 | 1900 | 1925 | 1950 | 1961 | 1970 | 1987 |
| --------- | ------------------- | ---- | ---- | ---- | ---- | ---- | ---- | ---- | ---- |
| Einwohner | Ort Zinzenzell      | 200  | 235  | 233  | 234  | 277  | 215  | 221  | 335  |
| Einwohner | Gemeinde Zinzenzell | 638  | 679  | 696  | 676  | 762  | 564  | 571  |      |

Zinzenzell und seine früheren Ortsteile bilden eine geschlossene Gemarkung, wobei die der Gemeinde Stallwang zugeschlagenen Ortsteile Altenhofen, Eggersberg, Haselmühle, Kuglmühl, Ödling und Schleißersgrub nach Abschluss des Flurbereinigungsverfahrens TG Zinzenzell in die Gemarkung Schönstein umgegliedert worden sind.

## Die Katholische Expositur Zinzenzell
In Zinzenzell stand zu früher Zeit lediglich eine Kapelle, aus deren Einrichtung vermutlich die Figuren der Heiligen Vitus und Dionysius aus der Zeit um 1480 stammen, die noch heute an der Südwand des Langhauses des jetzigen Kirchenbaues zu sehen sind. 1836 wurde eine „neue Feldkapelle“ gebaut, welche schnell zu klein wurde, so dass sie bereits 1853 vergrößert werden musste.
Im Jahre 1871 wurde mit dem Bau der heutigen Kirche begonnen, die dem hl. Michael geweiht ist. Da man vergaß, beim Kgl. Bayer. Bezirksamt in Bogen den Bau genehmigen zu lassen, wurde der „Schwarzbau“ 1874 zunächst eingestellt, es durfte aber schließlich weitergebaut werden, so dass das Kirchenschiff bereits 1875 fertiggestellt werden konnte. Der Bau kostete 7325 Gulden und 32 Kreuzer, was 69,88 kg Feinsilber entsprach.
Am 26. März 1877 wurde die Katholische Expositur Zinzenzell mit weitgehenden Rechten (Trauungen, Taufen, Beerdigungen) gegründet. Die noch lange Zeit erstrebte Erhebung zur völlig eigenständigen Pfarrei wurde jedoch nie erreicht.
1878 wurde schließlich der Turm in seiner jetzigen Form und Höhe fertiggestellt.
1883 wurde die Kirche modern im Stil der Neugotik ausgestattet.
Zu der Kirchensprengel Zinzenzell gehören: Bleichhaus, Ebenhof, Elend, Gellersdorf, Haunsbach, Hochried, Kagerhof, Kothmühle, Krieghaus, Mittnach,
Plenting, Ruppertshof, Stadlberg, Weiherhaus.
Die nordöstlichen Gemeindeteile von Zinzenzell gehörten von jeher zur Pfarrei Wetzelsberg.

## Vereine und Verbände
- Freiwillige Feuerwehr Zinzenzell, gegründet 1874
- Krieger- und Soldatenverein Zinzenzell, gegründet 1919
- BRK Ortsgruppe Zinzenzell, gegründet 1951
- CSU Ortsverband Zinzenzell gegründet in den 1950er Jahren als einer der ersten im Landkreis Bogen
- Löwenschützen Zinzenzell, gegründet 1971
- Sportverein Zinzenzell, gegründet 1976
- Obst- und Gartenbauverein Zinzenzell, gegründet 1990 als Dorfverschönerungsverein sowie die KLJB und MMC Zinzenzell als kirchliche Vereine